# モラ・ワゲ
モラ・ワゲ（Molla Wagué 、1991年2月21日 - ）は、フランス・ヴェルノン出身のプロサッカー選手。マリ代表。RFCスラン所属。ポジションは、ディフェンダー。

## クラブ経歴
SMカーンでプロキャリアをスタート。2011年11月6日のディジョンFCO戦でトップチームデビュー。2週間後のACアジャクシオ戦で初ゴール。
2014年7月10日、グラナダCFと契約を結んだ後にセリエAのウディネーゼ・カルチョに期限付き移籍。
2017年1月31日、レスター・シティFCに買い取りオプション付きのレンタルで加入。
2017年8月31日、ワトフォードFCにレンタル移籍で加入。
2019年2月1日、ノッティンガム・フォレストFCにレンタル移籍。
2022年1月12日、RFCスランに移籍。

## 代表歴
U-19年代ではフランス代表に選出されていた。A代表はマリを選択し、アフリカネイションズカップ2013などに参加している。

### ゴール
| #  | 開催日        | 会場     | 対戦国         | スコア | 結果 | 試合概要                           |
| -- | ------------- | -------- | -------------- | ------ | ---- | ---------------------------------- |
| 1. | 2015年3月25日 | ボーヴェ | ガボン         | 1–0    | 3–4  | 親善試合                           |
| 2. | 2015年3月25日 | ボーヴェ | ガボン         | 2–1    | 3–4  | 親善試合                           |
| 3. | 2015年10月9日 | トロワ   | ブルキナファソ | 4–1    | 4–1  | 親善試合                           |
| 4. | 2016年3月28日 | マラボ   | 赤道ギニア     | 1–0    | 1–0  | アフリカネイションズカップ2017予選 |